# Boško Škrbović
Boško Škrbović, srbski general, * 15. oktober 1919, † ?.

## Življenjepis
Leta 1941 se je pridružil NOVJ in KPJ; med vojno je bil poveljnik več enot.
Po vojni je bil načelnik Uprave v poveljstvu KNOJ, načelnik oddelka v korpusu, vojaškem področju in armadi, načelnik štaba vojaškega področja, načelnik Pehotnega šolskega centra JLA,...